# حسين خمري
حسين خمري (ولد عام 1955 وتوفي 13 يناير 2021) أكاديمي وناقد ومترجم جزائري.

## مسيرته
تخلّى خمري عن مُحاولاته الشعرية والقصصية الأولى، ليتفرّغ للنقد الذي قاده إلى جامعة السوربون؛ حيث التقى بصاحبة "ثورة اللغة الشعرية"؛ البلغارية جوليا كريستيفا التي أشرفت على أطروحته للدكتوراه في الأدب الحديث. عاد بعد ذلك إلى الجزائر، حيث عمل أستاذاً في جامعة قسنطينة، وترأس قسمها للترجمة، كما أشرف على عدّة مجلات في النقد والدراسات الأدبية والترجمة.

## أعماله
مِن بين كتبه التي بدأ بنشرها مطلع التسعينيات:
كتب
- 1983: بنية الخطاب الأدبي
- 1990: بنية الخطاب النقدي
- 2001: فضاء المُتخَّيل
- 2001: الظاهرة الشعرية العربية: الحضور والغياب
- 2007: نظرية النص من بنية المعنى إلى سيميائية الدال
- 2011: سرديات النقد: في تحليل آليات الخطاب النقدي المعاصر

ترجمات
- 2006: الترجمة في الجزائر، للفرنسي إرنست ميرسييه
- 2008: عن الترجمة، للفرنسي بول ريكور

## وفاته
تُوفي حسين خمري في 13 يناير 2021، مُتأثرا بإصابته بفيروس كورونا، ودُفن بمقبرة زواغي في قسنطينة.